# Біланюк Олекса-Мирон
Оле́кса-Миро́н Біланю́к (15 грудня 1926, Сянічек на Лемківщині — 27 березня 2009, Валінґфорд, Пенсільванія, США) — професор, фізик, президент Української вільної академії наук (1998—2005), іноземний член НАН України, дійсний член НТШ, співавтор концепції тахіонів, яка започаткувала новий напрям сучасної фізики.

## Біографія
Я — «твердий» лемко, признає Біланюк. Народився у селі Сянічку біля міста Сянока. Олексу як 16-річного хлопця вивезли на роботу до Німеччини; опісля і вивезли до Німеччини його батьків. Перебував з батьками в американській зоні окупації, яких віднайшов з допомогою повідомлень ООН. Живе понад 40 років у Північній Америці.

### Освіта
Олекса їде на навчання до Бельгії, а батьки переїхали до Північної Америки. Далі — навчання у Мічиганському університеті, де одержує два магістерські дипломи — з математики та фізики і докторський — з ядерної фізики. Біланюк — ядерний фізик за спеціальністю — ядерні реакції: своїм дослідженням Олекса Біланюк віддав понад сорока років, але роботу вважає незавершеною.

### Дослідницька праця
Після закінчення навчання два роки працював в Аргентині над новим циклотроном. Пізніше повернувся до Америки й тридцять років працював викладачем у Свартморському університеті, займався науково-дослідницькою роботою. Працював з вченими-фізиками Франції, Італії, Німеччини, Китаю, Японії.
У 1976 як американський вчений був запрошений Київським інститутом ядерних досліджень.

## Про тахіони
У 1962 разом з індійським вченим Сударшаном (Sudarshan) опублікував наукову статтю про теорію можливості існування тахіонів — частинок, що рухаються швидше від світла.
| Ми довели, що сучасні фізичні закони не заперечують існування частинок, які рухаються швидше від світла — до появи нашої праці панувала думка, що це неможливо. |
| Олекса Біланюк: «Наші дослідження світ сприйняв не одразу. Спочатку на нас дивилися, мов на диваків, і не хотіли друкувати наші праці, щоразу закидаючи нас різними запитаннями. Ґрунтовно відповідаючи на закиди рецензентів, ми спочатку ображалися на них, але згодом були їм лише вдячні, бо коли нарешті нашу працю з Джорджем Сударшаном визнали класичною теорією, ми уникнули цих різних запитань від наших опонентів.»[1] |

## Громадська діяльність
Біланюк — член редакційної колегії «Українського фізичного журналу», що видається Київським інститутом теоретичної фізики.
| Співпрацюю з редакторами українсько-англійського і англо-українського фізичного словника, зокрема з головним редактором О. Кочергою. А ще разом з віце-президентом НАН України В. Бар'яхтаром, академіками Д. Струком, М. Бродиним, О. Ситенком, Ю. Даревичем з Торонто та доктором В. Шендеровським працюємо над виданням п'ятитомної енциклопедії з фізики, яка була б й посібником для вчителів та професорів при підготовці лекцій українською мовою.[2] |
Біланюк — президент Української академії мистецтв і наук у США

## Сім'я
Одружений з Ларисою — українкою. Його дві дочки-американки добре знають українську мову: старша — архітектор у Сан-Франциско; молодша — дослідниця двомовності та багатомовності як стабільності чи нестабільності суспільства.

## Праці
- Біланюк О. «Тахіони».